# Turbanella lutheri
Turbanella lutheri is een buikharige uit de familie Turbanellidae. Het dier komt uit het geslacht Turbanella. Turbanella lutheri werd in 1952 voor het eerst wetenschappelijk beschreven door Remane. 